# تپه مخان
تپه مخان مربوط به عصر مس و سنگ است و در شهرستان دالاهو، بخش مرکز ی، دهستان حومه، ۶۰۰م جنوب شرقی روستای ورگنبد واقع شده و این اثر در تاریخ ۲۷ اسفند ۱۳۸۶ با شمارهٔ ثبت ۲۲۴۵۸ به‌عنوان یکی از آثار ملی ایران به ثبت رسیده است.